# Il mercante di Venezia (film 1923)
Il mercante di Venezia (Der Kaufmann von Venedig) è un film muto del 1923 sceneggiato, prodotto, montato e diretto da Peter Paul Felner.

## Produzione
Il film fu prodotto dalla Peter Paul Felner-Film.

## Distribuzione
Distribuito dalla Phoebus-Film AG, il film - con il visto di censura rilasciato il 31 agosto 1923 - venne presentato a Berlino il 13 ottobre 1923. In Italia, il film venne distribuito nell'aprile 1924 dalla Leoni.